# Under nya stjärnor
Under nya stjärnor är en amerikansk långfilm från 1942 i regi av Irving Rapper.

## Handling
Charlotte Vale är yngsta dottern i en rik bostonfamilj. Hennes dominanta mor har gjort henne tyst och inbunden men en psykolog rekommenderar en kryssning till Sydamerika. Under denna träffar hon Jeff Dervoux och de två förälskar sig. Men han är gift och de skiljs åt. Charlotte förlovar sig med en tråkig ung man men inser att hon inte kan glömma Jeff. Hon tar in på ett vilohem och där träffar hon Jeffs dotter Tina som hon blir god vän med.

## Om filmen
Både Bette Davis och Gladys Cooper nominerades till varsin Oscar för sina roller. Kompositören Max Steiner vann en Oscar för filmmusiken.
Den engelska originaltiteln kommer från dikten The Untold Want av Walt Whitman: The untold want by life and land ne'er granted, / Now voyager sail thou forth to seek and find.

## Rollista i urval
- Bette Davis - Charlotte Vale
- Paul Henreid - Jerry Durrance

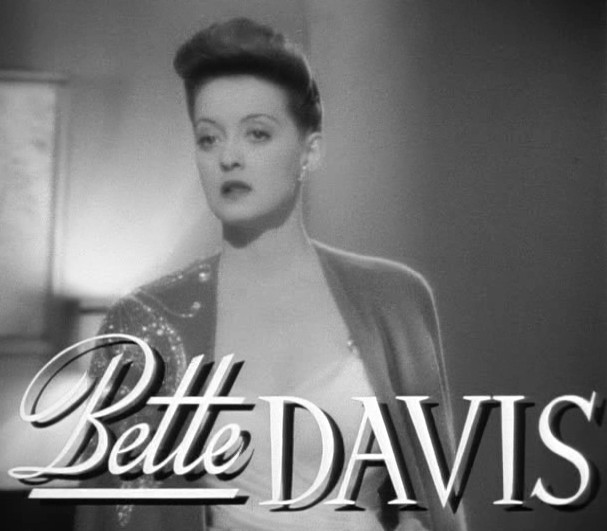
Den blyga och inåtvända Charlotte Vale blir en dam av klass när hon åker på kryssning till Sydamerika.

- Claude Rains - Dr. Jaquith, Charlottes läkare
- Gladys Cooper - Charlottes mor
- Bonita Granville - June Vale, Charlottes syster
- John Loder - Elliot Livingston
- Ilka Chase - Lisa Vale
- Lee Patrick - Deb McIntyre
- Franklin Pangborn - Thompson